# 海姆巴赫
海姆巴赫是德国北莱茵-威斯特法伦州的一个市镇。总面积64.96平方公里，总人口4428人，其中男性2198人，女性2230人（2011年12月31日），人口密度68人/平方公里。